# Diana Scarwid
Diana Scarwid (ur. 27 sierpnia 1955 w Savannah w stanie Georgia, USA) – amerykańska aktorka filmowa, telewizyjna i teatralna, laureatka nominacji do Oscara za drugoplanową rolę Louise w filmie Richarda Donnera Inside Moves.
W wieku lat siedemnastu opuściła rodzinną Georgię, by wyruszyć do Nowego Jorku i zostać aktorką. Ukończyła Pace University oraz American Academy of Dramatic Arts. Zadebiutowała rolą w odcinku serialu telewizyjnego Starsky i Hutch pt. Nightmare w roku 1976. Dwa lata później wystąpiła w pierwszej roli filmowej w dramacie Louisa Malle'a Ślicznotka (ang. Pretty Baby). W 1981 roku została nominowana przez Akademię Filmową do nagrody Oscara za rolę Louise, filmowej dziewczyny Johna Savage'a w Inside Moves. Tego samego roku wcieliła się w swoją najbardziej rozpoznawalną rolę, Christinę Crawford w filmie Mommie Dearest. Za występ otrzymała antynagrodę Złotej Maliny dla najgorszej aktorki w drugoplanowej roli. W Psychozie III (ang. Psycho III, 1986) Anthony'ego Perkinsa wystąpiła w jednej z głównych ról kobiecych, jako Maureen Coyle. W 2000 roku zagrała w thrillerze Co kryje prawda (ang. What Lies Beneath), u boku Michelle Pfeiffer i Harrisona Forda.
Od 1977 roku jej mężem jest lekarz Eric Sheinbart. Para ma dwójkę dzieci: Jeremy'ego i Ursulę.